# Enrico Rosati
Enrico Rosati (* 9. Juni 1874 in Rom; † Oktober 1963 in New York City) war ein italienischer Gesangslehrer.
Rosati war ein berühmter Belcanto-Lehrer. An der Accademia di Santa Cecilia unterrichtete er u. a. Beniamino Gigli und Giacomo Lauri-Volpi. Später ging er in die USA und war in New York u. a. Lehrer von Frances James, Karin Branzell, George London und Mario Lanza. Letzteren unterrichtete er 1946 mehrere Monate lang in Vorbereitung einer Aufführung von Verdis Requiem unter Arturo Toscanini, an der Lanza aber dann letztlich nicht mitwirkte.